# 散打説話
散打説話（さんだせつわ、簡体字中国語: 散打评书 繁体字中国語: 散打評書）は口頭で言う演技形式であり、説話の一種である。

## 歴史
散打説話は、1980年代に民間芸術家「李伯清」が創造した新しい芸術形式である，その内容は生活に近く、ユーモアがあるため、すぐに巴蜀地区で流行始めた。散打説話には規定されていない説話の種本（シナリオ）、現場の状況に応じて即興的に演技する説話形式。とある物語を話している間に散って、別の劇映画を話したり、或いは別の物語を話したりして、話し終わったら最初の物語に散って戻ることができる。表現手法と言語形式は柔軟に多様で、中心思想は明確に集中して、これが中国語の「形散神聚」です。永遠に一本の主線があって、文学作品の中の散文のように。同時に評論書の中に大量の重荷を入れて、ユーモアがあって、「散打説話」はとても難しい演技芸術で、演技者に豊かな人生経験と柔軟な思惟が必要です。

## 注・出典
1. ↑  “李伯清反诈骗散打评书：加强人与人之间的线下交流” (中国語).  オリジナルの2021年6月15日時点におけるアーカイブ。 2021年12月17日閲覧。
2. ↑  “西藏藏汉“双语”学习:语言通了，障碍就少了-中国新闻网” (中国語).  オリジナルの2021年12月17日時点におけるアーカイブ。 2021年12月17日閲覧。
3. ↑  “李伯清放不下方言艺术:没有团队难与赵本山抗衡——中新网” (中国語).  オリジナルの2010年11月11日時点におけるアーカイブ。 2021年12月17日閲覧。
4. ↑  李元元. “李伯清等川渝地区曲艺名家、喜剧明星齐聚山城联手送欢笑” (中国語).  オリジナルの2021年12月17日時点におけるアーカイブ。 2021年12月17日閲覧。
5. ↑  “@所有人 男神李伯清喊你打疫苗了！-新华网” (中国語).  オリジナルの2021年12月17日時点におけるアーカイブ。 2021年12月17日閲覧。
6. ↑  “非遗 - 李伯清 “散打”四十年” (中国語) 2022年12月17日閲覧。